# Uncijala
Uncijala je krasopis velikim slovima. Tekstovi tim pismom pisani su samo velikim pisanim slovima. Latinski i bizantski pisari su se uobičajeno služili njime od 4. do 8. stoljeća. Uncijalnim slovima pisalo se tekstove na grčkom, latinskom i gotskom. Služilo se njime i poslije. Zbog velike raširenosti u središtima u Bizantu, Africi, Italiji, Francuskoj, Španjolskoj, otočkim (insularnim: irski, britanski i engleski) i slavenskim središtima, razvili su se ponešto različiti stilovi u uporabi.